# Morillo de Tou

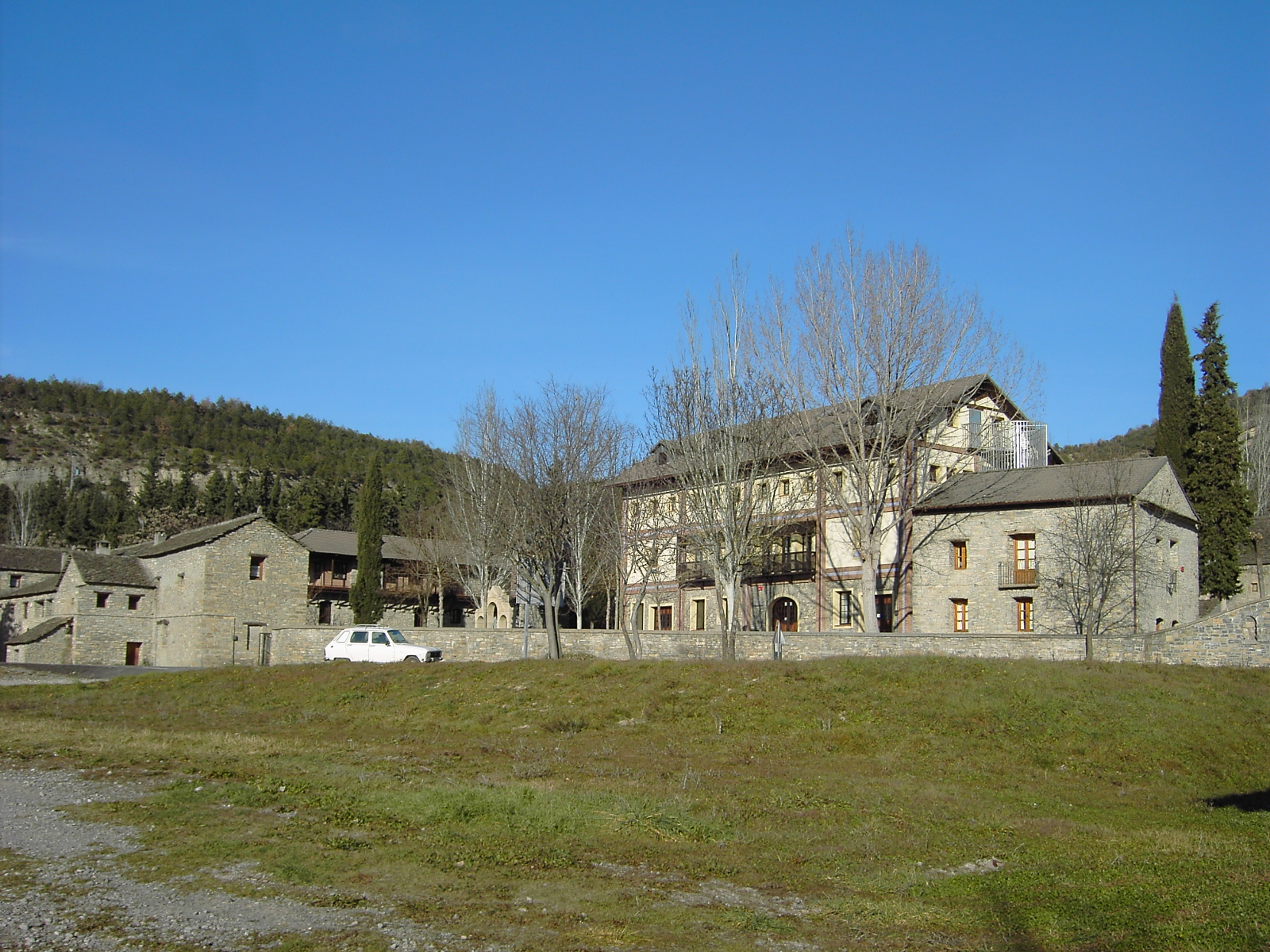
Moriello de Tou

Morillo de Tou (arag. Moriello de Tou) – miejscowość w Hiszpanii, w Aragonii, w prowincji Huesca, w comarce Sobrarbe, w gminie Aínsa-Sobrarbe.
Według danych INE z 2005 roku miejscowość zamieszkiwało 6 osób. Wysokość bezwzględna miejscowości jest równa 538 metrów. Kod pocztowy do miejscowości to 22330.